# Die Welt
Die Welt (Duits, vertaling: de wereld) is een liberaal-conservatieve krant in Duitsland.
De krant werd in 1946 door de Britten in Hamburg opgericht. In 1953 kwam de krant in handen van het Axel Springer-concern. De hoofdredactie van het Hamburgse dagblad verhuisde in 1975 naar Bonn, de toenmalige hoofdstad van de Bondsrepubliek, en in 1993 naar de nieuwe hoofdstad Berlijn. In Berlijn en in Hamburg worden plaatselijke edities uitgegeven.
Die Welt, die elke dag inclusief alle zon- en feestdagen verschijnt had begin 2012 een oplage van ca. 250.000 uitgaven. Op zondag heet de krant Welt am Sonntag. Er zijn verschillende van de krant afgeleide digitale producten, zoals "die Welt Kompakt". De krant heeft bijlagen met regionaal nieuws, zoals Berlijn, München, Frankfurt, Hamburg en Düsseldorf.